# Brjáksfjall
Brjáksfjall är ett berg i republiken Island. Det ligger i regionen Västfjordarna, 180 km norr om huvudstaden Reykjavík. Toppen på Brjáksfjall är 396 meter över havet.
Trakten runt Brjáksfjall är nära nog obefolkad, med mindre än två invånare per kvadratkilometer. Det finns inga samhällen i närheten. Trakten runt Brjáksfjall består i huvudsak av gräsmarker.